# Jordan Edenius
Jordan Nicolai Edenius, född 11 september 1624 i Brunskogs socken, Jösse härad, Värmland, död 20 maj 1666 i Börje socken, Upplands län, var en svensk teolog. Han var vid sin död professor vid den teologiska fakulteten i Uppsala och inspektor vid Värmlands nation.

## Biografi
Jordan Nicolai Edenius föddes som Jord Nilsson i Edane i Brunskogs socken som son till bonden Nils Nilsson och hustru Britta Bengtsdotter.
År 1641 skrev han in sig vid Uppsala universitet och blev där magister 1652. År 1656 blev han adjunkt vid den filosofiska fakulteten. År 1659 utsågs han till professor vid den teologiska fakulteten i Uppsala och därmed kyrkoherde i Börje socken. 1661 blev han teologie doktor, och 1663 var han rector magnificus. 1663 valdes han till Värmlands nations förste inspektor.
1658 gifte sig Jordan Edenius med Magdalena Camoenia, dotter till Benedictus Svenonis Camoenius, superintendent i Karlstad och dennes hustru Sara Erlandsdotter Norenia.